# アフメト・テュルカスラン
アフメト・エユプ・テュルカスラン（Ahmet Eyüp Türkaslan 、1994年9月11日 - 2023年2月7日）は、トルコ・ガズィアンテプ県ヤヴゼリ出身のプロサッカー選手。イェニ・マラティヤスポル所属。ポジションは、ゴールキーパー。

## クラブ歴
2017年6月3日、0-4で敗れたアウェーのベシクタシュ戦でプロデビューを果たした。
2020年、ウムラニエスポルに移籍した。
2021年、イェニ・マラティヤスポルに1年契約で移籍した。
2023年2月6日に発生したトルコ・シリア地震で、倒壊した建物の下敷きに遭ったと報道された。当初、イェニ・マラティヤスポルのハジュ・アフメット・ヤマン会長は死亡の情報を否定。捜索中であると声明していたが、同年2月7日に遺体が発見され、イェニ・マラティヤスポルも公式SNSで哀悼の意を表明した。28歳没。